# Resolutie 2129 Veiligheidsraad Verenigde Naties
Resolutie 2129 van de Veiligheidsraad van de Verenigde Naties werd unaniem door de VN-Veiligheidsraad aangenomen op 17 december 2013. De resolutie verlengde het Uitvoerend Directoraat van het Antiterrorismecomité tot 31 december 2017.

## Inhoud
Beslist werd dat het Uitvoerend Directoraat van het Antiterrorismecomité verder als speciale politieke missie zou blijven fungeren tot 31 december 2017. Het directoraat moest opkomende problemen, trends en ontwikkelingen met betrekking tot terrorisme ontdekken. Het kreeg in dat verband specifiek opdracht iets te doen aan de link tussen terrorisme en communicatietechnologie, en het internet in het bijzonder. Het moest ook advies verlenen aan het comité over praktische manieren waarop landen de resoluties 1373 uit 2001 en 1624 uit 2005 konden uitvoeren. Verder adviseerde het directoraat landen en regionale organisaties inzake strategieën tegen terrorisme.

## Verwante resoluties
- Resolutie 2082 Veiligheidsraad Verenigde Naties (2012)
- Resolutie 2083 Veiligheidsraad Verenigde Naties (2012)
- Resolutie 2133 Veiligheidsraad Verenigde Naties (2014)

Lijst ·  2086 ·  2087 ·  2088 ·  2089 ·  2090 ·  2091 ·  2092 ·  2093 ·  2094 ·  2095 ·  2096 ·  2097 ·  2098 ·  2099 ·  2100 ·  2101 ·  2102 ·  2103 ·  2104 ·  2105 ·  2106 ·  2107 ·  2108 ·  2109 ·  2110 ·  2111 ·  2112 ·  2113 ·  2114 ·  2115 ·  2116 ·  2117 ·  2118 ·  2119 ·  2120 ·  2121 ·  2122 ·  2123 ·  2124 ·  2125 ·  2126 ·  2127 ·  2128 ·  2129 ·  2130 ·  2131 ·  2132